# North Star Grand Prix
La North Star Grand Prix (conocida como Nature Valley Grand Prix hasta 2013) son 2 carreras ciclistas amateur por etapas americanas disputadas en Minnesota como parte del North Star Bicycle Festival.
Fueron creadas en 1999 y forman parte del USA Cycling National Racing Calendar.

## Palmarés
| Año  | Ganador            | Segundo              | Tercero               |
| ---- | ------------------ | -------------------- | --------------------- |
| 1999 | Dale Sedgewick     |                      |                       |
| 2000 | Robbie Ventura     |                      |                       |
| 2001 | Frank McCormack    | Kirk O'Bee           |                       |
| 2002 | John Lieswyn       | Chris Horner         | Robert Ventura        |
| 2003 | Trent Klasna       | Viktor Rapinski      | John Lieswyn          |
| 2004 | Ben Jacques-Maynes | Caleb Manion         | Jason Lokkesmoe       |
| 2005 | John Lieswyn       | Aaron Olsen          | Brian Jensen          |
| 2006 | Karl Menzies       | Gregory Henderson    | Nathan O'Neill        |
| 2007 | Ivan Stévic        | Rory Sutherland      | Kirk O'Bee            |
| 2008 | Rory Sutherland    | John Murphy          | Ivan Stévic           |
| 2009 | Rory Sutherland    | Tom Zirbel           | Lucas Sebastián Haedo |
| 2010 | Rory Sutherland    | Scott Zwizanski      | David Veilleux        |
| 2011 | Jesse Anthony      | Bernard Van Ulden    | Luis Romero Amaran    |
| 2012 | Tom Zirbel         | Ben Jacques-Maynes   | Andrés Díaz           |
| 2013 | Mike Friedman      | Andrés Díaz          | Eric Marcotte         |
| 2014 | Ryan Anderson      | Luis Romero Amaran   | Jesse Anthony         |
| 2015 | Tom Zirbel         | Mac Brennan          | Nicolae Tanovitchii   |
| 2016 | Evan Huffman       | Charles Bradley Huff | Tom Zirbel            |
| 2017 | Colin Joyce        | Brandon McNulty      | Bryan Gómez           |

## Palmarés por países
| País           | Victorias |
| -------------- | --------- |
| Estados Unidos | 13        |
| Australia      | 4         |
| Serbia         | 1         |
| Canadá         | 1         |